# ブーハウト
ブーハウト (オランダ語: Boechout [ˈbuxʌu̯t]) は、ベルギーのアントウェルペン州に位置する基礎自治体。ブーハウト町とフレムデ町（Vremde）からなる。
2019年12月1日時点で人口は1万3383人、総面積は20.66平方キロ、人口密度は647.77人/平方キロである。
スフィンクス音楽祭が開催される。

## 人口
2019年12月1月現在、1万3383人の住民のうち6536人が男性で、6837人が女性である。
次のグラフは、毎年1月1日の居住者数を示している。
- Source : DGS - Remarque: 1806 jusqu'à 1970=recensement; depuis 1971=nombre d'habitants chaque 1er janvier[5]

## 著名人
ブーハウト出身の人物.（英語版）を参照